# Bartsia pedicularoides
Bartsia pedicularoides är en snyltrotsväxtart som beskrevs av George Bentham. Bartsia pedicularoides ingår i släktet svarthösläktet, och familjen snyltrotsväxter. Inga underarter finns listade i Catalogue of Life.